# Sahara Force India F1 Team

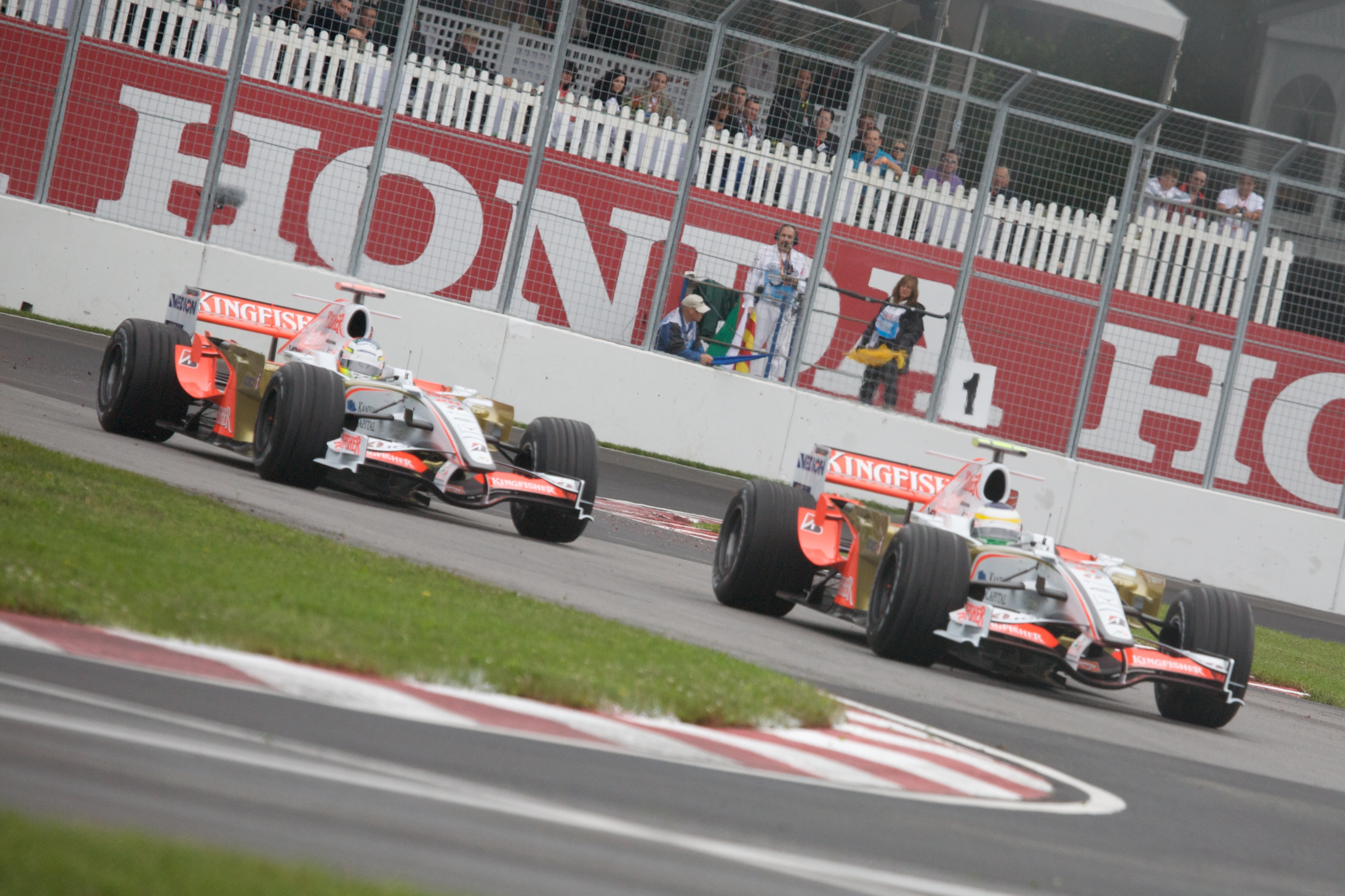
Giancarlo Fisichella i Adrian Sutil al Gran Premi del Canadà del 2008.

Force India F1 Team, més coneguda com a Force India, i anomenada Sahara Force India des de l'octubre de 2011, és una escuderia de Fórmula 1.

## Història

### Orígens
Fou creada l'octubre del 2007, sorgida arran de la compra de Spyker per part del consorci format per l'empresari de l'Índia Vijay Mallya i per l'holandès Michiel Mol, pagant 88 milions d'euros per adquirir la meitat de les accions de l'equip.
Force Índia F1 Team representa l'increment de participació de l'Índia a la Fórmula 1, juntament amb Nova Delhi que allotjà el primer Gran Premi de l'Índia a la temporada 2011.

### Force India amb Ferrari (2008)
L'escuderia participà per primer cop en el Mundial de Fórmula 1 de la temporada 2008 amb el pilot italià Giancarlo Fisichella i l'alemany Adrian Sutil, sense aconseguir cap punt.

### Force India amb Mercedes (2009 - 2014)
La temporada següent, amb els mateixos pilots, aconseguí diversos punts, destacant-ne especialment la pole position i la històrica segona posició final de Giancarlo Fisichella en el Gran Premi de Bèlgica del 2009 així com la 4a posició d'Adrian Sutil a Monza 2009.
La temporada 2010 participà amb els pilots Adrian Sutil i Liuzzi. Sutil va acabar 11è en el mundial de pilots i l'escuderia va acabar 7a en el mundial de constructors.
El 2011, Paul di Resta substituiria Liuzzi i faria parella amb Sutil. L'equip acabaria 6a en el mundial de constructors.
A l'octubre del 2011, la companyia india, Sahara India Pariwar esdevé copropietària de l'escuderia al fer una inversió de 100 milions de dòlars. L'equip canvia el nom per Sahara Force India.
En la temporada 2012, els pilots han estat Paul di Resta i Nico Hülkenberg, i l'escuderia ha acabat 7a en el mundial de constructors.

## Resultats
| Temporada | Nom sencer de l'equip      | Motor                                            | Pneumàtic   | Posició campionat constructors |
| --------- | -------------------------- | ------------------------------------------------ | ----------- | ------------------------------ |
| 2008      | Force India F1 Team        | Ferrari 056 V8 (Fiat)                            | Bridgestone | 10                             |
| 2009      | Force India F1 Team        | Mercedes-Benz FO 108W V8 (Mercedes-Benz)         | Bridgestone | 9                              |
| 2010      | Force India F1 Team        | Mercedes-Benz FO 108X V8 (Mercedes-Benz)         | Bridgestone | 7                              |
| 2011      | Force India F1 Team        | Mercedes-Benz FO 108Y V8 (Mercedes-Benz)         | Pirelli     | 6                              |
| 2012      | Sahara Force India F1 Team | Mercedes-Benz FO 108Z V8 (Mercedes-Benz)         | Pirelli     | 7                              |
| 2013      | Sahara Force India F1 Team | Mercedes-Benz FO 108Z V8 (Mercedes-Benz)         | Pirelli     | 6                              |
| 2014      | Sahara Force India F1 Team | Mercedes-Benz PU106A Hybrid V6 T (Mercedes-Benz) | Pirelli     | No finalitzat                  |

## Pilots
Pilots actuals:
- Sergio Pérez (2014)
- Nico Hulkenberg: (2012, 2014)

Pilots anteriors:
- Paul di Resta (2011 2012, 2013)
- Adrian Sutil: (2008, 2009, 2010, 2011, 2013)[1]
- Giancarlo Fisichella: (2008, 2009)
- Vitantonio Liuzzi: (2009, 2010)